# 姜永涛
姜永涛（1940年10月—2014年4月15日），男，汉族，辽宁大连人，中国经济学家，原中华人民共和国农业部乡镇企业局局长、综合计划司司长、总经济师，中华全国工商业联合会原副主席。